# Виртуальная машина времени
Виртуальная машина времени — осуществление идеи путешествий во времени в виртуальной или дополнительной реальности на основе имеющейся информации о прошлом и прогнозируемой информации о будущем.
Виртуальная машина времени является принципиально реализуемой вариацией на тему «путешествия в описываемое будущее» (и соответственно — «путешествия в описываемое прошлое»). Речь идёт не о машине времени в классическом понимании, а об имитации иного временного промежутка или реальных объектов — прошлого или будущего, при помощи «виртуальной реальности» или иными способами.

## В науке
Попытки использования виртуальной машины времени предпринимаются, в частности в музейной практике, при имитации каких-либо исторических объектов или периодов, например, московского Кремля в прошлом, либо Рима времён Римской империи, с возможностью виртуального трёхмерного путешествия. Правдоподобность виртуальной реальности зависит от имеющихся ресурсов; и даже добавление тактильных ощущений является хоть и сложной, но в перспективе решаемой задачей.

Исследователи под руководством профессора Фредерика Каплана работают над проектом "Машина времени Венеции", который позволит пройтись по Венеции прошлого.

## В культуре

### Художественная литература
- Эпизод путешествия на подобной машине времени описан в повести братьев Стругацких «Понедельник начинается в субботу», когда главный герой совершает путешествие в описываемое будущее.
- В цикле фантастических произведений Игоря Забелина «Записки хроноскописта» (1960—1969) описывается «хроноскоп» — устройство, с помощью которого можно восстановить и визуализировать события прошлого по невидимым глазу материальным следам на предметах.
- В повести Вадима Шефнера «Девушка у обрыва, или Записки Ковригина» присутствует агрегат АНТРОПОС, показывающий людям картины из их будущего.
- Путешествия на виртуальной машине времени описаны в романе Кейта Лаумера «Машина времени шутит».
- В рассказе Александра Зиборова «Али-Лев» описана «игрушечная» машина времени для детей. В ней сценарии событий, которые видит «путешественник», написаны на основе произведений художественной литературы.
- В романе Андрея Валентинова «Омега» существует заглавный наркотический препарат, приняв который, можно переместиться в своё прошлое (то есть сознание принявшего препарат человека как бы вселяется в его же тело, но в прошлом; «дальность переброски» зависит от дозировки, дозировка на «дальности», превышающие разумные пределы, однозначно смертельна). Главный герой романа ищет ответ на вопрос, является ли это прошлое простыми видениями или реальным путешествием во времени, способным менять настоящее.
- В одном из рассказов Роберта Шекли герой, которого правительство принуждает жениться, незаконно получает доступ к устройству, моделирующему его будущую совместную жизнь с каждой из 12 кандидаток в жёны.[источник не указан 770 дней]
- В рассказе Айзека Азимова «Мёртвое прошлое[англ.]» (1957) правительство имело монополию на единственный экземпляр давно изобретённого «хроноскопа», а также хранило в секрете принцип его действия и контролировало научные исследования в смежных областях, чтобы никто заново его не изобрёл и не построил. Потому что каждый его пользователь быстро понимал, что если настроить «хроноскоп» всего на день или минуту в прошлое, он становится разрушителем всякой тайны и конфиденциальности в настоящем.
- В научно-фантастическом романе Артура Кларка «Свет иных дней» был открыт (с помощью эффекта Казимира) способ создания двух парных червоточин в пространстве-времени, что привело к изобретению «червокамеры», позволяющей наблюдать за удалёнными в пространстве и времени (только в прошлом) объектами, что уничтожило возможность любой секретности и приватности в человеческой жизни.
- В рассказе Томаса Шерреда «Попытка» (1947) главные герои используют прибор, позволяющий наблюдать за прошлым.

### Кинематограф
- В эпизоде «Виртуальное будущее» фантастического телесериала «За гранью возможного» (США — Канада) описывается компьютерная программа, прогнозирующая будущее — включая такие подробности, как обстоятельства смерти и газетные заголовки будущих газет.
- В художественном фильме 2002 года «Особое мнение» сотрудники отдела по предотвращению преступлений используют устройство, показывающее вероятное будущее на основе видений «провов» (мутантов, обладающих паранормальными способностями).
- В фильме 2006 года «Дежа вю» сотрудники секретной лаборатории, стремясь скрыть наличие у них устройства, создающего временной канал, выдают его за виртуальный аналог, воссоздающий картину произошедших событий по видеозаписям.
- В аниме «Code Geass» существует препарат, известный как «Рефрен». Действие аналогично препарату из «Омеги» Андрея Валентинова.

### Компьютерные игры
- В серии игр «Assassin's Creed» главный герой проживает эпизоды из жизней своих предков с помощью аппарата Анимус, воссоздающего события прошлого по генетической памяти главного героя.